# RAM Racing

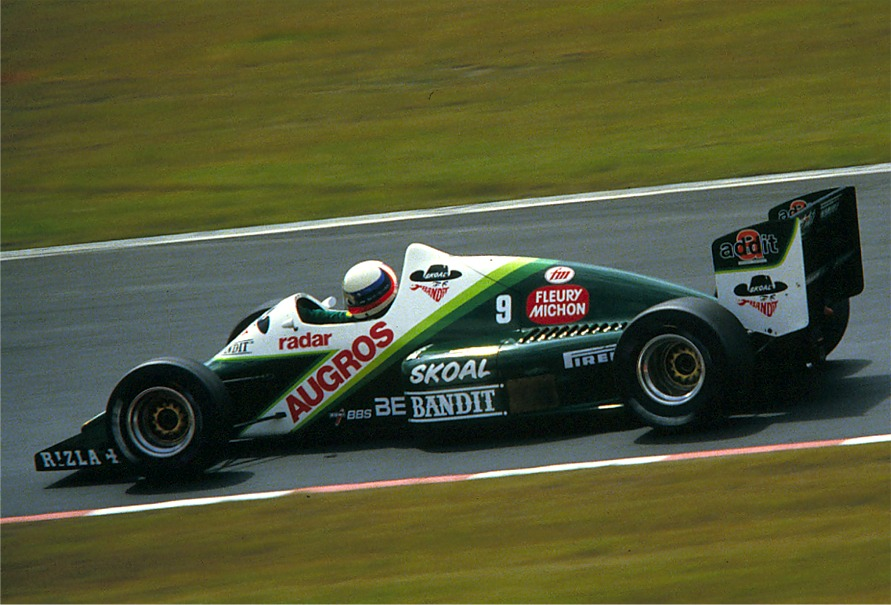
Manfred Winkelhock en el Gran Premio de Alemania de 1985, conduciendo el RAM 03.

RAM Racing fue una escudería británica de automovilismo de velocidad, que participó en Fórmula 1 entre 1976 y 1985. Durante su paso por la categoría, empleó bastidores adquiridos a otros fabricantes entre los años 1976 y 1980, mientras que en 1983 estrenó su primer chasis de diseño totalmente propio. En materia de motores, contó con impulsores de Ford y Hart. Además de en dicha categoría, RAM participó también en Fórmula Aurora británica entre 1978 y 1979, mientras que en 1981 prestó su estructura para propiciar el retorno de March a F1, volviendo a su denominación original tras la temporada 1982.
Fue fundado en cooperación por los ingleses Mike Ralph y John MacDonald, surgiendo de la combinación de las iniciales de los apellidos de ambos, el nombre del equipo (Ralph And MacDonald).

## Resultados

### Fórmula 1
(Clave) (negrita indica pole position) (cursiva indica vuelta rápida)

| Año                                 | Chasis        | Motor                                             | Neu. | N.º  | Pilotos                | 1   | 2   | 3   | 4   | 5   | 6   | 7   | 8   | 9   | 10   | 11  | 12  | 13  | 14  | 15  | 16  | 17  | Puntos | Pos. |
| ----------------------------------- | ------------- | ------------------------------------------------- | ---- | ---- | ---------------------- | --- | --- | --- | --- | --- | --- | --- | --- | --- | ---- | --- | --- | --- | --- | --- | --- | --- | ------ | ---- |
| 1976                                | Brabham BT44B | Ford Cosworth DFV 3.0 V8                          | G    |      |                        | BRA | RSA | USW | ESP | BEL | MON | SWE | FRA | GBR | GER  | AUT | NED | ITA | CAN | USA | JPN |     | —      | —    |
| 1976                                | Brabham BT44B | Ford Cosworth DFV 3.0 V8                          | G    | 32   | Loris Kessel           |     |     |     | DNQ | 12  |     | Ret | DNQ |     |      | NC  |     |     |     |     |     |     | —      | —    |
| 1976                                | Brabham BT44B | Ford Cosworth DFV 3.0 V8                          | G    | 33   | Emilio de Villota      |     |     |     | DNQ |     |     |     |     |     |      |     |     |     |     |     |     |     | —      | —    |
| 1976                                | Brabham BT44B | Ford Cosworth DFV 3.0 V8                          | G    | 33   | Patrick Nève           |     |     |     |     | Ret |     |     |     |     |      |     |     |     |     |     |     |     | —      | —    |
| 1976                                | Brabham BT44B | Ford Cosworth DFV 3.0 V8                          | G    | 33   | Jac Nellemann          |     |     |     |     |     |     | DNQ |     |     |      |     |     |     |     |     |     |     | —      | —    |
| 1976                                | Brabham BT44B | Ford Cosworth DFV 3.0 V8                          | G    | 33   | Damien Magee           |     |     |     |     |     |     |     | DNQ |     |      |     |     |     |     |     |     |     | —      | —    |
| 1976                                | Brabham BT44B | Ford Cosworth DFV 3.0 V8                          | G    | 32   | Bob Evans              |     |     |     |     |     |     |     |     | Ret |      |     |     |     |     |     |     |     | —      | —    |
| 1976                                | Brabham BT44B | Ford Cosworth DFV 3.0 V8                          | G    | 33   | Lella Lombardi         |     |     |     |     |     |     |     |     | DNQ | DNQ  | 12  |     |     |     |     |     |     | —      | —    |
| 1976                                | Brabham BT44B | Ford Cosworth DFV 3.0 V8                          | G    | 77   | Rolf Stommelen         |     |     |     |     |     |     |     |     |     | DNS  |     |     |     |     |     |     |     | —      | —    |
| 1977                                | March 761     | Ford Cosworth DFV 3.0 V8                          | G    |      |                        | ARG | BRA | RSA | USW | ESP | MON | BEL | SWE | FRA | GBR  | GER | AUT | NED | ITA | USA | CAN | JPN | —      | —    |
| 1977                                | March 761     | Ford Cosworth DFV 3.0 V8                          | G    | 33   | Boy Hayje              |     |     | Ret |     | DNQ | DNQ | NC  | DNQ |     |      |     |     | DNQ |     |     |     |     | —      | —    |
| 1977                                | March 761     | Ford Cosworth DFV 3.0 V8                          | G    | 32   | Mikko Kozarowitzky     |     |     |     |     |     |     |     | DNQ |     | DNPQ |     |     |     |     |     |     |     | —      | —    |
| 1977                                | March 761     | Ford Cosworth DFV 3.0 V8                          | G    | 33   | Andy Sutcliffe         |     |     |     |     |     |     |     |     |     | DNPQ |     |     |     |     |     |     |     | —      | —    |
| 1977                                | March 761     | Ford Cosworth DFV 3.0 V8                          | G    | 32   | Michael Bleekemolen    |     |     |     |     |     |     |     |     |     |      |     |     | DNQ |     |     |     |     | —      | —    |
| 1978-1979: RAM Racing no participó. |               |                                                   |      |      |                        |     |     |     |     |     |     |     |     |     |      |     |     |     |     |     |     |     |        |      |
| 1980                                | Williams FW07 | Ford Cosworth DFV 3.0 V8                          | G    |      |                        | ARG | BRA | RSA | USW | BEL | MON | FRA | GBR | GER | AUT  | NED | ITA | CAN | USA |     |     |     | —      | —    |
| 1980                                | Williams FW07 | Ford Cosworth DFV 3.0 V8                          | G    | 50   | Rupert Keegan          |     |     |     |     |     |     |     | 11  | DNQ | 15   | DNQ | 11  | DNQ | 9   |     |     |     | —      | —    |
| 1980                                | Williams FW07 | Ford Cosworth DFV 3.0 V8                          | G    | 51   | Kevin Cogan            |     |     |     |     |     |     |     |     |     |      |     |     | DNQ |     |     |     |     | —      | —    |
| 1980                                | Williams FW07 | Ford Cosworth DFV 3.0 V8                          | G    | 51   | Geoff Lees             |     |     |     |     |     |     |     |     |     |      |     |     |     | DNQ |     |     |     | —      | —    |
| 1981-1982: RAM Racing no participó. |               |                                                   |      |      |                        |     |     |     |     |     |     |     |     |     |      |     |     |     |     |     |     |     |        |      |
| 1983                                | March 01      | Ford Cosworth DFV 3.0 V8 Ford Cosworth DFY 3.0 V8 | P    |      |                        | BRA | USW | FRA | SMR | MON | BEL | USE | CAN | GBR | GER  | AUT | NED | ITA | EUR | RSA |     |     | 0      | NC   |
| 1983                                | March 01      | Ford Cosworth DFV 3.0 V8 Ford Cosworth DFY 3.0 V8 | P    | 17   | Eliseo Salazar         | 14  | Ret | DNQ | DNQ | DNQ | DNQ |     |     |     |      |     |     |     |     |     |     |     | 0      | NC   |
| 1983                                | March 01      | Ford Cosworth DFV 3.0 V8 Ford Cosworth DFY 3.0 V8 | P    | 17   | Jacques Villeneuve Sr. |     |     |     |     |     |     |     | DNQ |     |      |     |     |     |     |     |     |     | 0      | NC   |
| 1983                                | March 01      | Ford Cosworth DFV 3.0 V8 Ford Cosworth DFY 3.0 V8 | P    | 17   | Kenny Acheson          |     |     |     |     |     |     |     |     | DNQ | DNQ  | DNQ | DNQ | DNQ | DNQ | 12  |     |     | 0      | NC   |
| 1983                                | March 01      | Ford Cosworth DFV 3.0 V8 Ford Cosworth DFY 3.0 V8 | P    | 18   | Jean-Louis Schlesser   |     |     | DNQ |     |     |     |     |     |     |      |     |     |     |     |     |     |     | 0      | NC   |
| 1984                                | 01 02         | Hart 415T 1.5 L4t                                 | P    |      |                        | BRA | RSA | BEL | SMR | FRA | MON | CAN | USE | USA | GBR  | GER | AUT | NED | ITA | EUR | POR |     | 0      | NC   |
| 1984                                | 01 02         | Hart 415T 1.5 L4t                                 | P    | 9    | Philippe Alliot        | Ret | Ret | DNQ | Ret | Ret | DNQ | 10  | Ret | DNS | Ret  | Ret | 11  | 10  | Ret | Ret | Ret |     | 0      | NC   |
| 1984                                | 01 02         | Hart 415T 1.5 L4t                                 | P    | 10   | Jonathan Palmer        | 8   | Ret | 10  | 9   | 13  | DNQ |     | Ret | Ret | Ret  | Ret | 9   | 9   | Ret | Ret | Ret |     | 0      | NC   |
| 1984                                | 01 02         | Hart 415T 1.5 L4t                                 | P    | 10   | Mike Thackwell         |     |     |     |     |     |     | Ret |     |     |      |     |     |     |     |     |     |     | 0      | NC   |
| 1985                                | 03            | Hart 415T 1.5 L4t                                 | P    |      |                        | BRA | POR | SMR | MON | CAN | USE | FRA | GBR | GER | AUT  | NED | ITA | BEL | EUR | RSA | AUS |     | 0      | NC   |
| 1985                                | 03            | Hart 415T 1.5 L4t                                 | P    | 9 10 | Philippe Alliot        | 9   | Ret | Ret | DNQ | Ret | Ret | Ret | Ret | Ret | Ret  | Ret | Ret | Ret | Ret |     |     |     | 0      | NC   |
| 1985                                | 03            | Hart 415T 1.5 L4t                                 | P    | 9    | Manfred Winkelhock     | 13  | NC  | Ret | DNQ | Ret | Ret | 12  | Ret | Ret |      |     |     |     |     |     |     |     | 0      | NC   |
| 1985                                | 03            | Hart 415T 1.5 L4t                                 | P    | 10   | Kenny Acheson          |     |     |     |     |     |     |     |     |     | Ret  | DNQ | Ret |     |     |     |     |     | 0      | NC   |
| Fuente:                             |               |                                                   |      |      |                        |     |     |     |     |     |     |     |     |     |      |     |     |     |     |     |     |     |        |      |